# Kumakwane
Kumakwane är en ort (village) i distriktet Kweneng i södra Botswana. 